# Nicolette (zangeres)
Nicolette Love Suwoton (Glasgow, 1964) is een Schotse zangeres van Nigeriaanse origine. Ze is als singer/songwriter actief in het rave, triphop en breakbeat-genre en is tevens dj. Ze werd vanwege haar excentrieke verschijning ooit Billie Holiday on acid genoemd. Ze werd het meest bekend door haar samenwerking met Massive Attack op de single Sly (1994). Haar bekendste eigen platen zijn No Government en O Si Nene. Het laatste nummer is een eigen leven gaan leiden en werd vaak gesampled en vormde ook de basis voor haar hit met LA Style. Ook werd ze later gesampled voor een hit van The Sunclub

## Biografie
Nicolette werd geboren in Glasgow maar  woonde als kind ook een tijd in Nigeria, Frankrijk en Zwitserland. De eerste single van Nicolette verschijnt in 1990. Het is de dubbelsingle School Of The World/Single Minded People, die geproduceerd is door het duo Shut Up & Dance. Single Minded People krijgt in 1997 bekendheid als The Sunclub het sampled voor de gelijknamige hit. Het duo produceert ook haar debuutalbum Now is early (1992), een vrij unieke mix van soul en rave. Op het album staat de track O Si Nene. Een stukje zang daaruit blijkt erg populair te zijn onder producers. Zo wordt het gesampled in het nummer Nana  van de Duitse raveact N.U.K.E., die er mee in de top 40 weet te komen. Ook het Nederlandse LA Style is gecharmeerd en laat haar meezingen op het nummer I'm raving, dat ook een hit wordt.   
In 1994 wordt ze betrokken bij het album Protection van Massive Attack. Ze zing de nummers Three en Sly, waarvan de laatste op single wordt uitgebracht. Haar zangtalent en bijzondere stijl wordt opgemerkt door het label Talkin' Loud. In 1995 brengt ze daar een nieuwe versie uit van de single, No Government, die aanvankelijk al in 1992 was verschenen, maar toen weinig deed. De nieuwe versie, waarop het nummer Shore Leave van Tom Waits is gesampled, wordt een bescheiden hit. Het is de voorloper van Let No-One Live Rent Free In Your Head (1996). Het is mede geproduceerd door Dego McFarlane, Felix, Plaid en Alec Empire. Dit album wordt uitermate goed ontvangen. Naast optredens is ze ook actief als DJ. In 1997 wordt ze dan ook gevraagd om een aflevering van DJ Kicks te mixen voor Studio !K7. Ook richt ze het label Early records op. 
Na het succes verdwijnt ze weer een tijd van de radar. Tot in 2005 het zeer experimentele album Life Loves Us verschijnt. Daarna verschijnt er zo nu en dan een single. In 2009 werkt ze samen met DJ Cam op het nummer Love. Ze speelt ook een gastrol in de Franse film Queen of Montreuil (2012).

## Discografie

### Albums
- Now is early (1992)
- Let No-One Live Rent Free In Your Head (1996)
- DJ Kicks (mixcompilatie) (1997)
- Life Loves Us (2005)

| Single met eventuele hitnotering(en) in de Nederlandse Top 40 | Datum van verschijnen | Datum van binnenkomst | Hoogste positie | Aantal weken | Opmerkingen  |
| ------------------------------------------------------------- | --------------------- | --------------------- | --------------- | ------------ | ------------ |
| I'm Raving - O Si Nene                                        | 1992                  | 7-11-1992             | 20              | 7            | met LA Style |

- Bibliothèque nationale de France: cb13995347p (data)
- Gemeinsame Normdatei: 134778472
- International Standard Name Identifier: 0000 0000 5518 5437
- Library of Congress Control Number: no2007060590
- MusicBrainz: b9313805-5fe0-4f1b-9f5c-9e52565a5a3d
- Nationale Bibliotheek van Tsjechië: xx0043604
- Système universitaire de documentation: 17194173X
- Virtual International Authority File: 56806050
- WorldCat: E39PCjtk3wb6VhHDbgF3QxPrtq